# Augustinus Wallenberg
Augustinus Svensson Wallenberg, född 29 april 1865 i Karlskrona, död 30 april 1931 i Kankakee County i Illinois, var en svensk-amerikansk skulptör.
Wallenberg studerade vid Konstakademien i Stockholm 1885–1889. Han medverkade i några utställningar innan han 1892 utvandrade till Amerika. Han uppfann en förbättrad metod för gjutning av polykroma gipsarbeten som han försökte lansera i Amerika.